# Scopifera plumalis
Scopifera plumalis là một loài bướm đêm trong họ Noctuidae.